# 莫洛季日涅 (奧維季奧波利區)
46°18′24″N 30°36′28″E / 46.30667°N 30.60778°E
莫洛季日內（烏克蘭語：Молодіжне）是位於烏克蘭西南部的村莊，由敖德萨州敖德萨区的大多林斯凱市鎮負責管轄。該村始建於1927年，面積2.07平方公里，海拔高度44米，2001年人口2,680，人口密度每平方公里1,296.57人。